# Argyrolobium obsoletum
Argyrolobium obsoletum är en ärtväxtart som beskrevs av William Henry Harvey. Argyrolobium obsoletum ingår i släktet Argyrolobium och familjen ärtväxter. Inga underarter finns listade i Catalogue of Life.